# Kanton Anse-Bertrand
Kanton Anse-Bertrand (francouzsky Canton d'Anse-Bertrand) byl francouzský kanton v departementu Guadeloupe v regionu Guadeloupe. Tvořily ho 2 obce. Zrušen byl při reformě francouzských kantonů v roce 2014.

## Obce kantonu
- Anse-Bertrand
- Port-Louis